# Marina Squerciati
Marina Teresa Squerciati (New York, 30 april 1984) is een Amerikaanse actrice. 

## Opleiding
Squerciati studeerde in 2003 af aan de Northwestern-universiteit in de staat Illinois met een bachelor of arts in theaterwetenschap.

## Carrière
Squerciati begon in 2009 met acteren in de televisieserie Law & Order: Criminal Intent, waarna zij nog meerdere rollen speelde in televisieseries en films. Zij is vooral bekend van haar rol als Kim Burgess in de televisieserie Chicago P.D., waar zij al in 205 afleveringen speelde (2014-heden). 
Squerciati is naast het acteren voor televisie ook actief als actrice in het theater. Zij speelde eenmaal op Broadway, in 2008 speelde zij de rol van Eva in het toneelstuk To Be or Not to Be. 

## Filmografie

### Films
- 2017 Marshall - als Stella Friedman
- 2017 Central Park - als Melissa Shaw
- 2014 A Walk Among the Tombstones - als gastvrouw
- 2013 Cloudy with a Chance of Meatballs 2 - als stem
- 2013 Night Moves - als ADR stem
- 2013 Sparks - als Dawn
- 2012 Frances Ha - als serveerster
- 2012 Alter Egos - als dr. Sara Bella
- 2009 It's Complicated - als Melanie

### Televisieseries
Uitgezonderd eenmalige gastoptredens. 
- 2014-heden Chicago P.D. - als Kim Burgess - 205+ afl.
- 2015-2022 Chicago Med - als Kim Burgess - 8 afl.
- 2014-2020 Chicago Fire - als Kim Burgess - 23 afl.
- 2017 Special Skills - als Marina - 5 afl.
- 2011-2012 Gossip Girl - als Alessandra Steele - 8 afl.

- Library of Congress Control Number: no2019098735
- Virtual International Authority File: 9156372387907541493
- WorldCat: E39PBJkD6tT4Pkw86DXRV4RtKd